# 로즈몽역
로즈몽역 (Station Rosemont)은 로즈몽-라프티트파트리 지역구에 있는 몬트리올 지하철 오렌지 선 정차역이다. 1966년 10월 14일에 개통한 이 역은 몬트리올 지하철 첫 개통과 동시에 개장하였다.

## 건축 양식
이 역에는 딱히 눈에 띠는 미술 작품은 없지만 넉넉한 역 내부 공간과 다채로운 색상으로 쾌적한 느낌을 준다. 역 정중앙 또한 널찍하고 높으며 두 승강장을 잇는 익랑은 팔각형 무늬로 장식되어있고 이런 기하적 대칭은 연결 통로, 계단, 벤치, 기둥으로 연결되어있다. 연결 통로 끝에는 개찰구가 위치해있으며 이후 지상층으로 이어지는 계단, 에스컬레이터가 있다.
개찰구는 계단 끝에 위치해있으며 여기서 지상층으로 이어지는 계단과 에스컬레이터로 이어진다. 지상층에는 매점과 버스 루프가 있으며, 버스 승강장은 가림형 승강장으로 눈이나 비를 피할 수 있도록 설계하였다. 2015년 1월부터 이 역은 전반적인 보수 작업이 이루어졌고 이와 동시에 세 대의 엘리베이터가 설치되었다. 엘리베이터는 2017년 1월 5일에 완공되었으며 이에 따라 노약자, 장애인 등의 교통 약자들도 이 역을 손쉽게 이용할 수 있게 되었다.
2019년 9월부터 몬트리올시립주택공사 (OMHM)가 로즈몽역에 노인들을 위한 193가구 규모의 노인 전용 주택 단지인 일로 로즈몽 (Îlot Rosemont)을 짓고 있다. 이에 따라 2021년에 노후한 지하철역 방수 시설을 교체하는 공사가 진행될 예정으로, 노인 주택과 방수 시설은 2022년 봄에 완공을 앞두고 있다. 이에 따라 버스 루프에서 회차하던 197번 로즈몽, 31번 생드니, 13번 크리스토프 콜롬, 25번 앵거스 버스가 역 밖에 정류장에서 정차하게 되는데, 13, 25, 197번 버스는 로즈몽과 드 샤토브리앙에 있는 마크 파브로 시립 도서관 앞, 30, 31, 361번은 생드니와 로즈몽에 정차한다.

## 역명 유래
이 역의 이름은 동명의 도로 이름을 따서 지어졌다. 이 지역 부지는 캐나다 태평양 철도의 우칼앙리 단뒤랑과 허버트 홀트가 매입하였으며 1915년에 단뒤랑의 모친 이름인 로즈 필립의 이름을 따서 지자체 이름이 로즈몽으로 굳어졌다.

## 버스 연결편
이 역에서 갈아탈 수 있는 버스 노선은 아래와 같다.
|  |  |  |

|  |  |  |

|  |  |  |

|  |  |  |

|  |

|  |

|  |  |  |

|  |

|  |

|  |

|  |

|  |  |  |

|  |  |  |

|  |  |  |

|  |  |  |

|  |  |  |

|  |  |  |

|  |  |  |

|  |

|  |

|  |  |  |

|  |

|  |

|  |

|  |

|  |  |  |

|  |  |  |

|  |  |  |

|  |  |  |

|  |  |  |

|  |  |  |

|  |  |  |

|  |

|  |

|  |  |  |

|  |

|  |

|  |

|  |

|  |  |  |

|  |  |  |

|  |  |  |

|  |  |  |

|  |  |  |

|  |  |  |

|  |  |  |

|  |

|  |

|  |  |  |

|  |

|  |

|  |

|  |

|  |  |  |

|  |  |  |

|  |  |  |

## 인접한 역
| STM 오렌지 선          | STM 오렌지 선 | STM 오렌지 선        |
| ---------------------- | ------------- | -------------------- |
| 로리에 코트베르튀 방면 | 오렌지 선     | 보비앙 몽모랑시 방면 |